# Sablayan
Sablayan è una municipalità di prima classe delle Filippine, situata nella provincia di Mindoro Occidentale, nella regione Mimaropa.
Sablayan è formata da 22 barangay:
- Batong Buhay
- Buenavista
- Burgos
- Claudio Salgado
- General Emilio Aguinaldo
- Ibud
- Ilvita
- Lagnas
- Ligaya
- Malisbong
- Paetan

- Pag-Asa
- Poblacion (Lumangbayan)
- San Agustin
- San Francisco
- San Nicolas
- San Vicente
- Santa Lucia
- Santo Niño
- Tagumpay
- Tuban
- Victoria